# Демидась Ярослав Романович
Ярослав Романович Демида́сь (нар. 8 січня 1939, Красівка, нині Тернопільський район, Тернопільська область) — український громадський діяч, публіцист. Голова Тернопільського обласного комітету захисту УГКЦ з 1993 року.

## Життєпис
Випускник філологічного факультету Львівського університету імені Івана Франка (1966).
Діяч НРУ та УГС з 1989 року. Заарештований та умовно засуджений за спротив радянській владі в 1990 році. Під час виступу у Верховній Раді тодішній генеральний прокурор Михайло Потебенько 23 рази назвав його злочинцем.
Вів рубрику «Колонка від Демидася» в газеті «Вільне життя» (2000—2002). Веде власну колонку «Погляд Ярослава Демидася» в «Новій Тернопільській газеті».